# Prędkość minimalna (lotnictwo)
Prędkość minimalna – minimalna prędkość z jaką płatowiec może bezpiecznie poruszać się w powietrzu bez ryzyka przeciągnięcia lub zwalenia się w locie niesterowanym. Gdy płatowiec zmniejszy prędkość poniżej prędkości minimalnej następuje spadek siły nośnej i nie można tego skompensować zwiększonym kątem natarcia, gdyż na prędkości minimalnej ten kąt jest na wielkości krytycznej i jego zwiększenie powoduje przeciągnięcie lub niekontrolowane opadanie. Inaczej jest w przypadku statku powietrznego, który może zawisnąć w powietrzu np. samolot AV-8B Harrier II, bądź dowolny śmigłowiec, gdzie prędkość minimalna wynosi 0.